# Янку Сасул
Янку Сасул (молд. Янку Сасул; ум. 28 сентября 1582, Львов, Корона Королевства Польского) — господарь Молдавского княжества с 1579 по 1582 год.
Был незаконнорождённым сыном Петра Рареша и Йорг (Екатерины) Вайс, трансильванской саксонки из Брашова, по вероисповеданию — лютеранин. Янку был воспитан в лютеранской вере, отчего получил прозвище «Sasul», то есть Сакс. Узнав о своём происхождении, Янку отправился в Стамбул, где женился на представительнице семейства Палеологов.

## Правление
Ещё до 1579 года Янку несколько раз пытался получить молдавский престол, однако его попытки не увенчались успехом.
В 1579 пришёл к власти после Петра Хромого. Во внешней политике ориентировался на Габсбургов, что не нравилось Османскому султану.
Население княжества не проявляло к нему уважения из-за высоких налогов и борьбы с православием. Он увеличил количество податей, введя налоги на дымоход и на крупный рогатый скот. Налоги шли не только на выплату выкупа молдавского трона для нового господаря, но и на приобретение имений в Трансильвании. Алчность Янку привела к крестьянскому восстанию в Лэпушне в 1581 году и массовому бегству молдаван за Днестр.
По настоянию бояр в 1582 году был лишён турецким султаном престола, при попытке бежать в Трансильванию схвачен поляками и помещён в тюрьму во Львове. Там был обращён в католицизм и 28 сентября 1582 года обезглавлен.